# 吉住良辅
吉住良辅（1884年—1963年2月），日本三重县人，大日本帝国陆军中将，南京大屠杀负责人之一。

## 生平
1905年3月，吉住良辅从日本陆军士官学校第十七期毕业，4月晋升为步兵少尉，随后进入日本陆军大学深造，1916年11月从学校毕业。1929年3月，吉住良辅晋升为步兵大佐，历任步兵第57联队联队长、本乡联队区司令官、第一师团参谋长、陆军省教育总监部庶务课课长等职。
1933年，吉住良辅晋升为陆军少将，历任步兵第36旅团旅团长、第1师团司令部部附、第四师团司令部部附。七七事变后不久，吉住良辅晋升为陆军中将，任日军上海派遣军第九师团师团长，所率师团多次被日军当做主力师团使用，参与了淞沪会战、南京战役、徐州会战和武汉会战，1939年被解职编入预备役。
1946年，南京国民政府把吉住良辅列为战犯，但吉住良辅还是安稳的度过了人生中最后的17年，1963年病逝，年79岁。